# Nanjing Automobile
Nanjing Automobile (Group) Corporation (NAC) (кит. 南京 汽车 集团 有限公司, укр. Нанйїнг аутомобайл корпорейшн) — автомобільна компанія КНР, утворена в 1947 році, найстаріший автовиробник в цій країні. Володіє винятковими правами на міжнародне використання найменувань автомобільних марок Austin, MG, Vanden Plas і ряду інших. З 2007 року належить державній корпорації SAIC Motor (Shanghai Automotive Industry Corporation).

## Історія
Історія корпорації сягає 1947 року під час громадянської війни в Китаї. У липні 1949 року ремонтно-сервісний центр при Східно-Китайській польовій армії (яка згодом стала Третьою польовою армією) зайняв контроль над автомобільною майстернею в Нанкіні, провінція Цзянсу, колишній столиці Республіки Китай, після того, як Народно-визвольна армія завоювала місто.
У 1950-х роках нагляд за невеликою автомобільною майстернею, яка пізніше стала Nanjing Automobile, було передано Першому міністерству промислового машинобудування Китаю. У 1958 році воно почало виготовляти перші в Китаї малотоннажні вантажівки, 2½ тонни NJ. -130, створений на базі радянського ГАЗ-51. Міністерство назвало вантажівку Guerin (跃进牌汽车 — буквально означає «стрибок вперед») і того ж року схвалило створення Nanjing Automobile Works. Виробництво вантажівок тривало до липня 1987 року, коли було виготовлено 161 988 одиниць різних моделей, включаючи NJ-130, NJ-230, NJ-135 і NJ-134.
У міру подальшого розвитку управління компанією було створено чотири повні виробничі екосистеми.
Основна виробнича база компанії Nanjing Auto виробляє малотоннажні вантажівки під брендом Yuejin. У 2005 році виробництво позашляховиків і пікапів Isuzu було передано до філії Wuxi Soyat.
Десь у 2007 році бізнес Yuejin з виробництва вантажівок був об’єднаний із спільним підприємством Iveco-Nanjing Auto Naveco, яке продовжувало продавати під брендом Yuejin.
Розташоване в зоні економічного розвитку в районі Хуйшань, Усі (приблизно 150 км на схід від Нанкіна), Wuxi Branch Yuejin Automobile Co є виробничою базою Nanjing Auto, і це може бути найновіша, побудована десь після 2003 року. У 2005 році виробництво позашляховиків і пікапів Junda перейшло від бренду Yuejin у Нанкіні. У 2008 році, після поглинання Nanjing компанією SAIC, виробництво Wuxi Soyat припинилося. Тепер фабрика використовується SAIC для виробництва комерційного фургона Maxus.

## Галерея

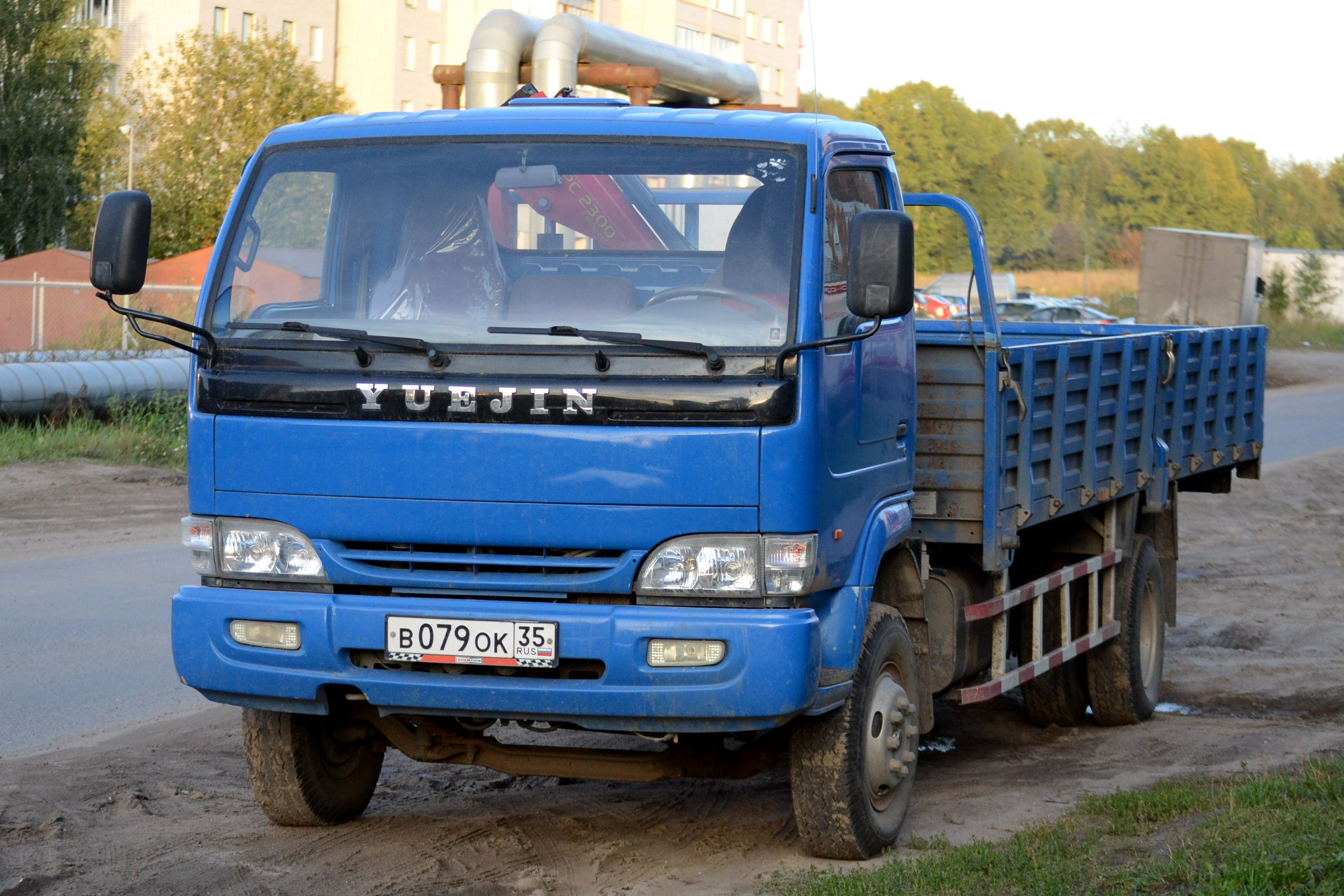
Yuejin в NJ1080 в Росії
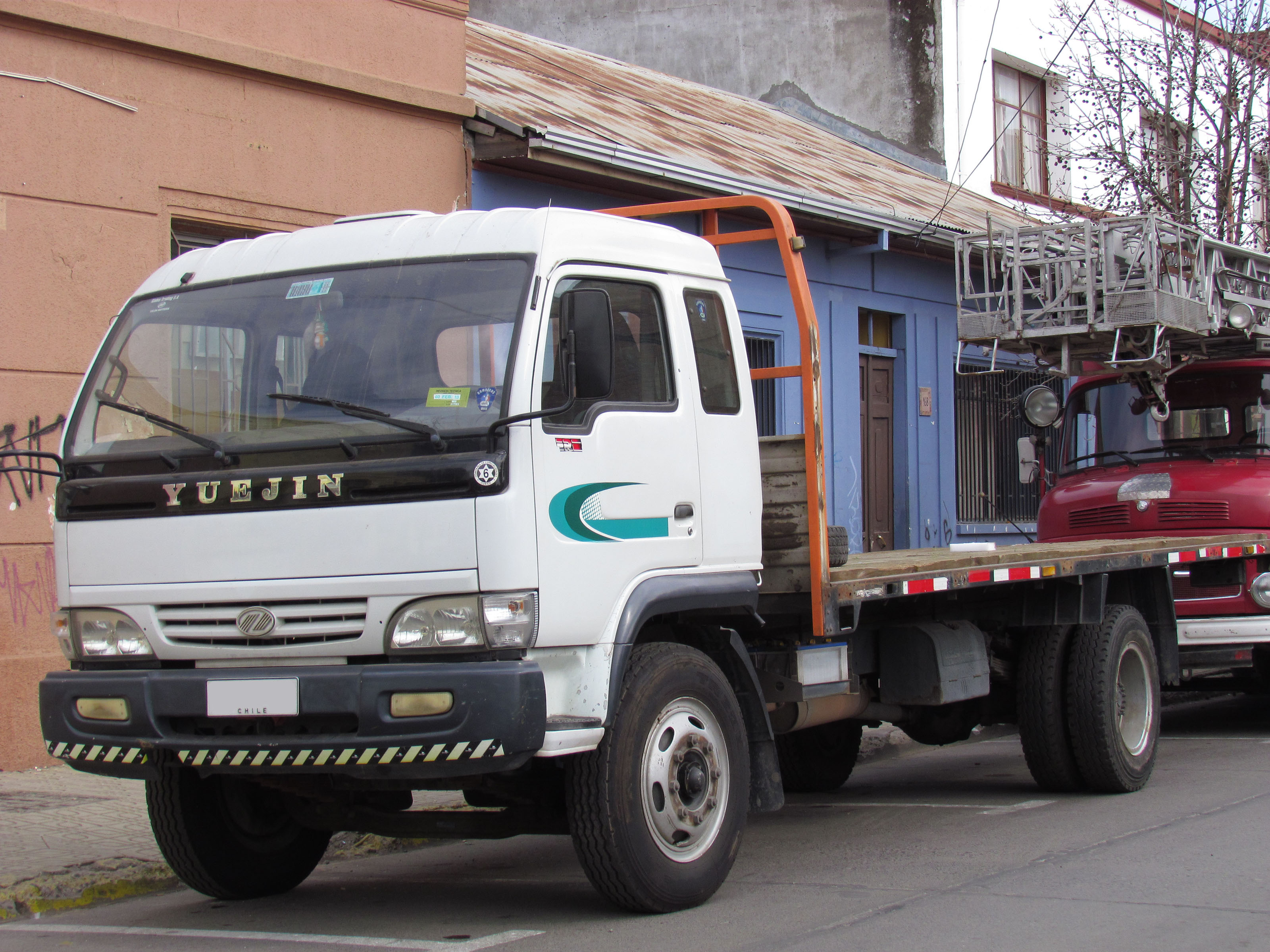
2008 Yuejin JN-1063 Платформа в Чилі
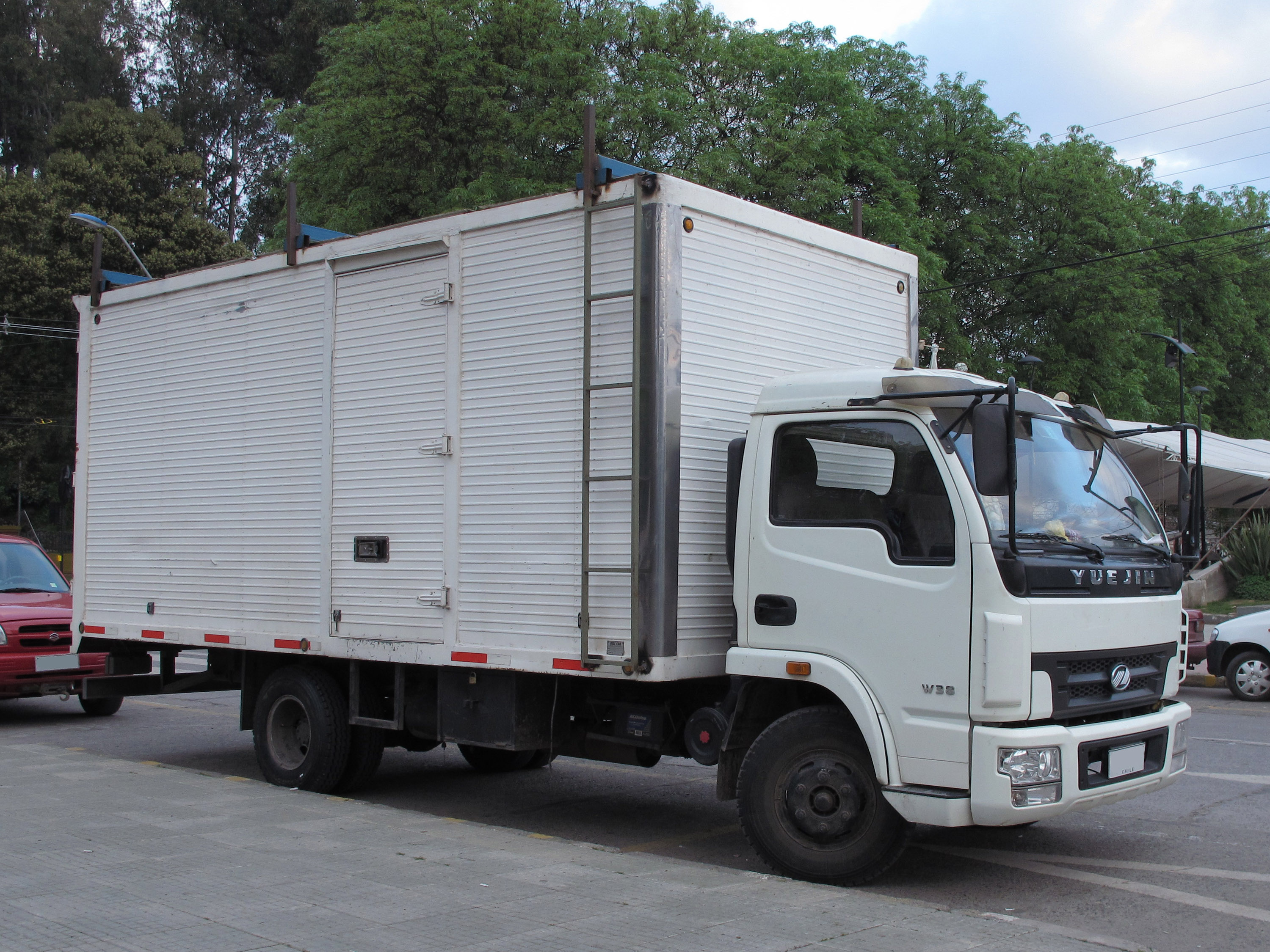
2011 Yuejin NJ-812 в Чилі
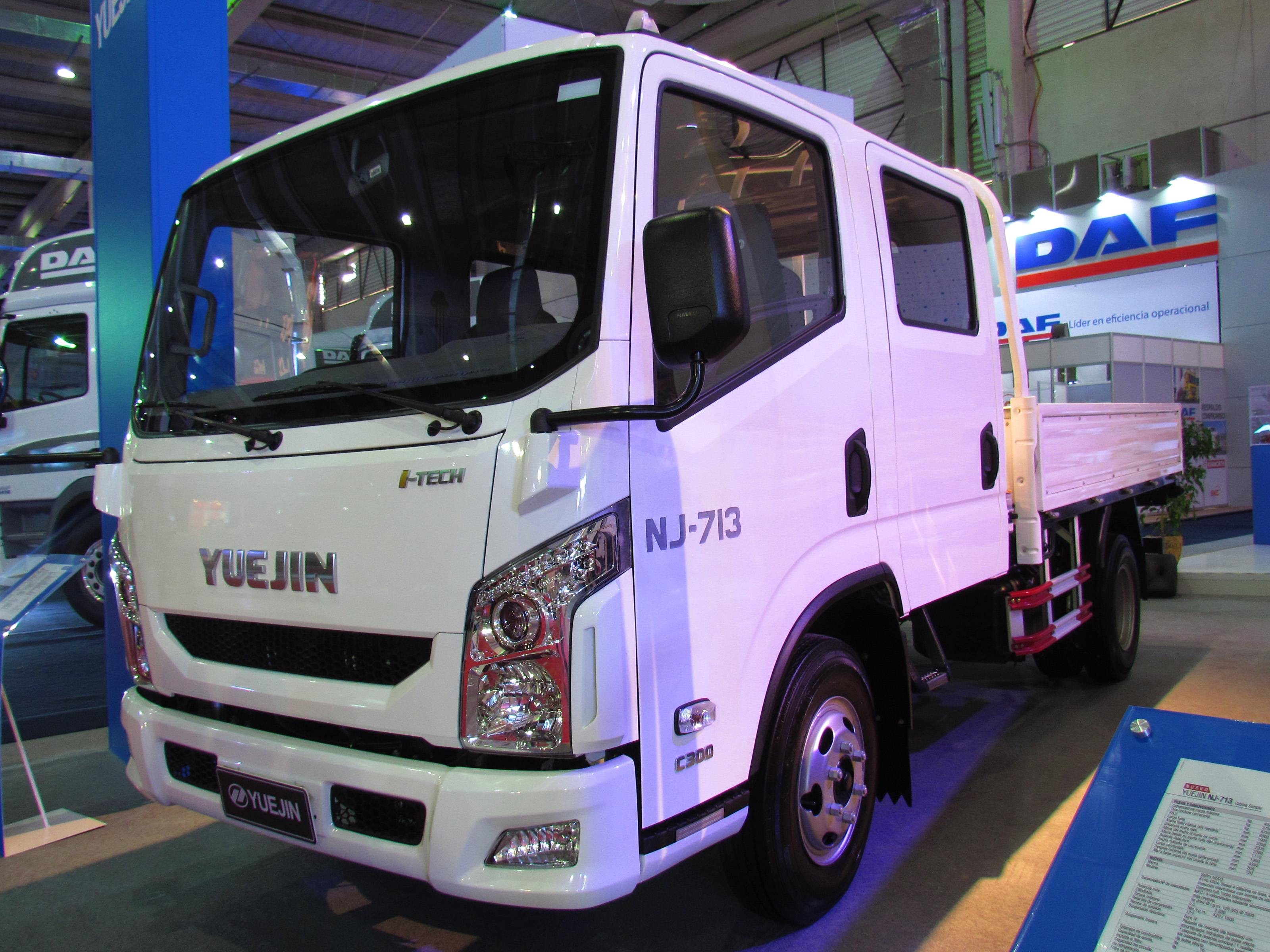
2014 Yuejin NJ-713 Crew Cab
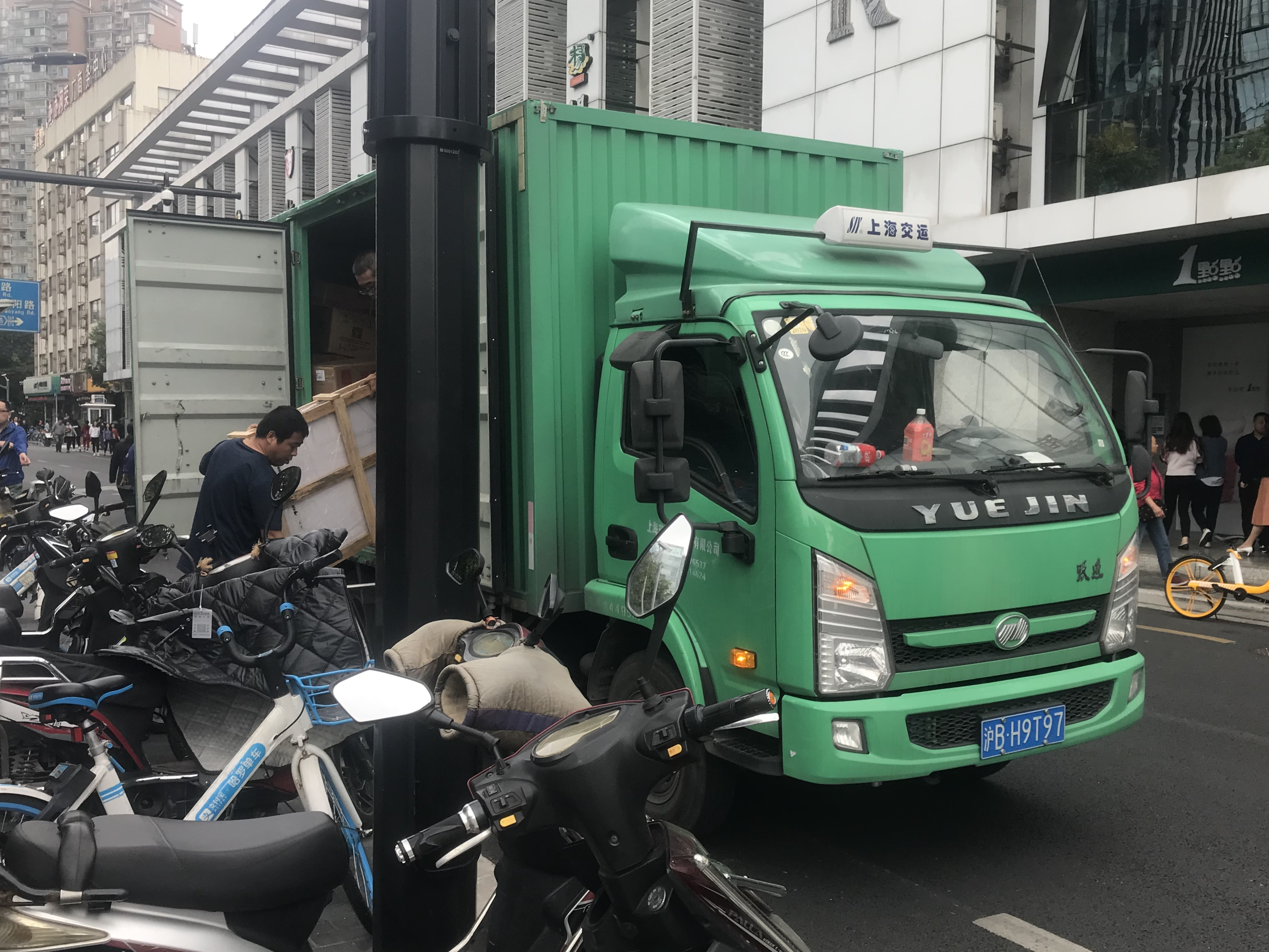
Yuejin Shangjun (跃进上骏) X100 серіая для Китая
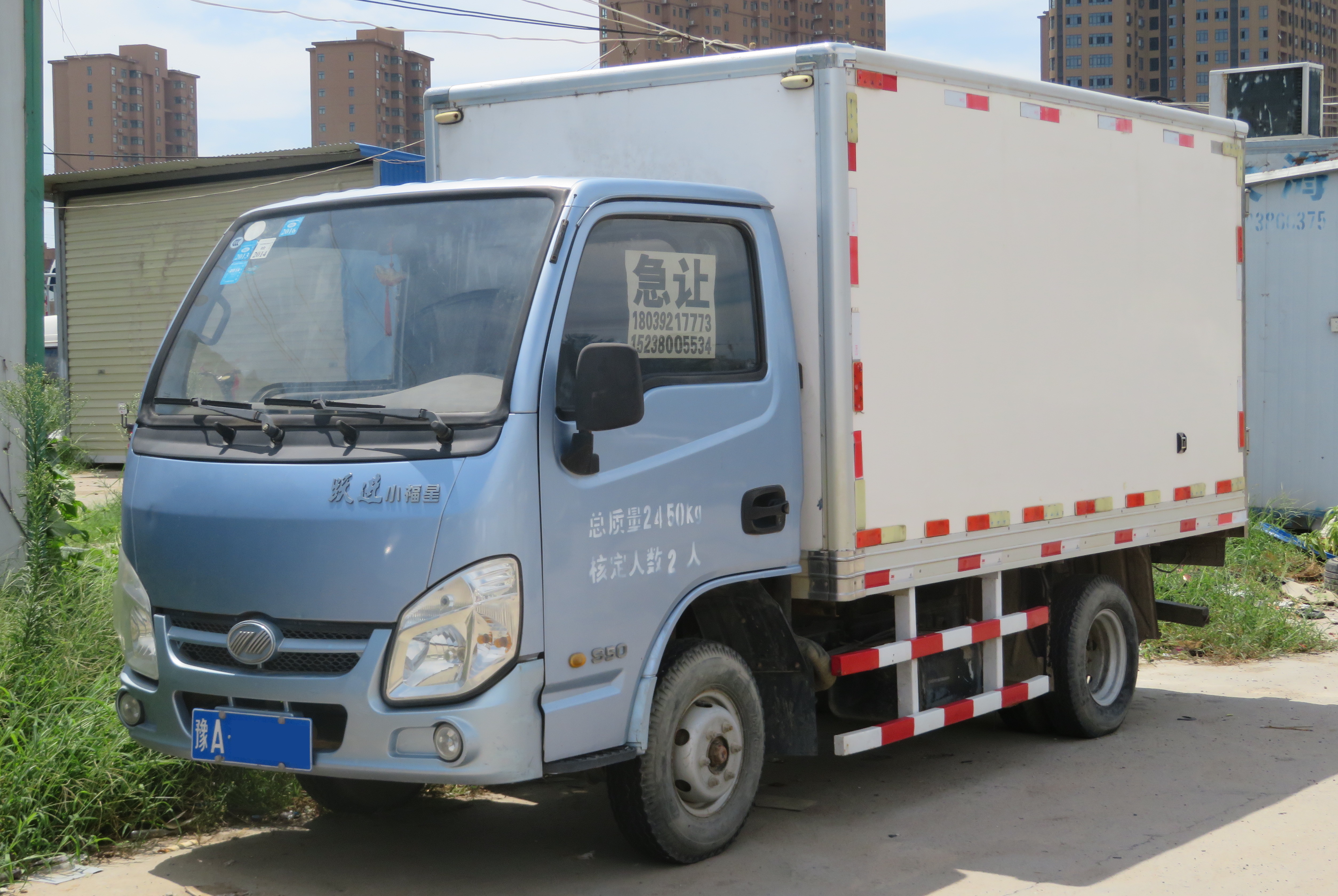
Yuejin Xiaofuxing (跃进小福星) S50 серіая для China
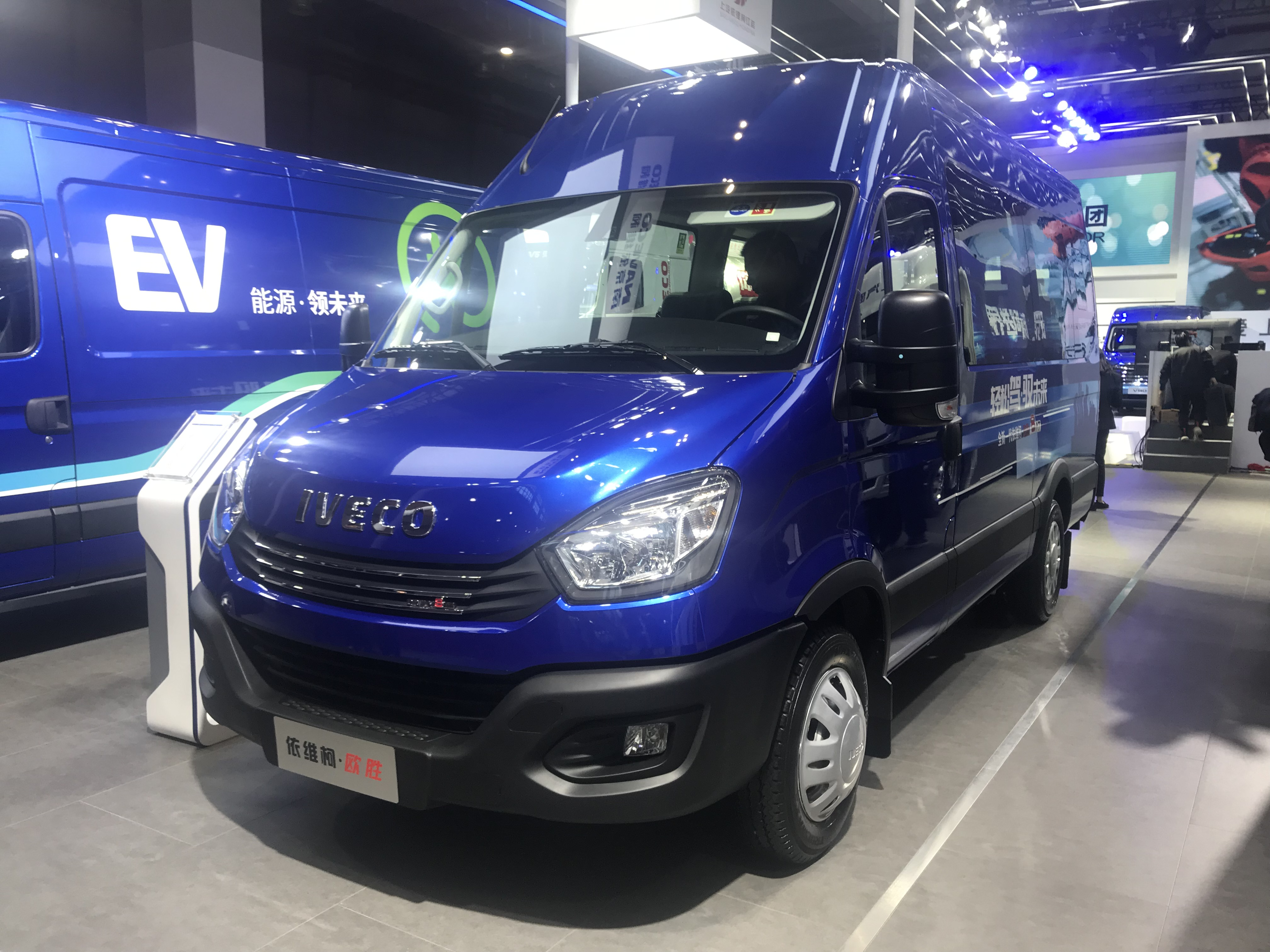
Naveco (Nanjing Iveco) Daily Ousheng